# Mike Vlietstra
Mike Vlietstra, (Groningen, 16 september 1972) is een Nederlands voormalig korfballer en korfbalcoach. Zijn oudere broer, Kees Vlietstra speelde en coachte ook op het hoogste niveau korfbal. Als speler werd Vlietstra Nederlands kampioen.

## Spelerscarrière
Vlietstra speelde bij Nic., waar ook zijn ouders en broer Kees korfbalden. In seizoen 1991-1992 maakte Vlietstra op 19-jarige leeftijd zijn debuut in het 1e team, dat op dat moment in de hoogste Nederlandse klasse speelde. Onder coach Hans van der Kaa maakte Vlietstra jacht op een basisplaats en speelde samen met teamgenoten zoals Mike Schreurs en Angelique Klompmaker. 
In zijn eerste seizoen wist Nic. in de zaal- en veldcompetitie net degradatie te voorkomen.
In 1992 kreeg de ploeg een nieuwe coach, namelijk Freek Keizer en de ploeg begon beter te draaien. In seizoen 1992-1993 werd de ploeg in de zaal 4e en op het veld 5e.
In 1993 kreeg Nic. een aanvallende versterking, want topspeler Taco Poelstra kwam bij de ploeg. Dit had direct effect, want in seizoen 1993-1994 werd Poelstra de Korfballer van het Jaar en werd Nic. in de zaal 3e en miste op 2 wedstrijdpunten na een plek in de zaalfinale. In de veldcompetitie deed de ploeg het ook goed en kwam het na de eerste competitiefase in de kampioenspoule terecht. In deze kampioenspoule eindigde Nic. als eerste en plaatste zich zo voor de veldfinale. In deze veldfinale, wat een best-of-3 serie was, was ROHDA de tegenstander. Nic won in 2 wedstrijden en was zodoende Nederlands veldkampioen.
Coach Keizer nam afscheid met de veldtitel en voor seizoen 1994-1995 werd Jan Tuttel de nieuwe hoofdcoach van de ploeg.
In dit seizoen liet Nic. wat steekjes vallen en werd het in de zaal 5e en in de veldcompetitie kwam de ploeg in de degradatiepoule terecht. De ploeg handhaafde zich wel.
In het volgende seizoen, 1995-1996 werd Nic. in de zaal 4e en in de veldcompetitie 2e, waardoor het net de veldfinale miste. Na dit seizoen werd er afscheid genomen van coach Tuttel en werd Henk Woudstra aangesteld als nieuwe hoofdcoach.
Ook in 1996-1997 deed de ploeg het ook op het veld beter dan in de zaal. Nic. werd 4e in de zaal en werd 1e in de Hoofdklasse B op het veld. Hierdoor plaatste de ploeg zich voor de veldfinale. In plaats van een best-of-3 serie was de veldfinale teruggebracht naar 1 wedstrijd. In deze wedstrijd was Oost-Arnhem de tegenstander en Nic. verloor met 27-21.
Voor aanvang van seizoen 1997-1998 kreeg Nic. er een nieuwe speler erbij, namelijk Riko Kruit. Dit zorgde voor meer aanvallend vermogen, maar dat zorgde nog niet voor meer succes in de zaal. De zaalresultaten vielen tegen en zo werd in februari 1998 coach Woudstra ontslagen vanwege de tegenvallende resultaten. Ben Crum nam het tijdelijk over en maakte het seizoen verder af. Onder Crum's leiding werd de ploeg in de zaal 5e, maar werd het in de veldcompetitie 1e in de Hoofdklasse B. Zodoende speelde Nic. voor de derde maal de veldfinale. Nu was Die Haghe de tegenstander en Nic. won met 19-15.
Crum keerde niet terug voor het volgende seizoen en Hans van der Kaa nam zijn oude job als hoofdcoach weer op zich. In seizoen 1998-1999 was het dan wel raak voor Nic., want in dit seizoen deed de ploeg het goed in de zaal. De ploeg verzamelde 23 punten uit 14 wedstrijden en plaatste zich zo voor de zaalfinale. In de finale trof Nic. het grotere PKC. In de finale werd het 25-14 voor PKC.
In seizoen 1999-2000 deed Nic. het goed in de zaal. De ploeg werd 2e in Hoofdklasse B, wat nu goed genoeg was voor een plaats bij de laatste 4. In de kruisfinale moest Nic. Aantreden tegen de nummer 1 van de Hoofdklasse A, Deetos. In een spannende kruisfinale won Nic. met 24-23, waardoor het zich plaatste voor de zaalfinale. In de finale verloor Nic. van Die Haghe met 23-18.

## Erelijst als Speler
- Nederlands kampioen veldkorfbal, 2x (1994, 1998)

## Oranje
Vlietstra speelde voor Jong Oranje en werd voor 1 wedstrijd geselecteerd voor het grote Nederlands korfbalteam. In deze wedstrijd speelde hij niet, dus heeft hij geen officiële wedstrijd op zijn naam staan als international.

## Coach
Na zijn carrière als speler werd Vlietstra hoofdcoach.
Zijn eerste grote klus als hoofdcoach was bij SCO, een ploeg die het goed deed in de Hoofdklasse in de eerste helft van de jaren '90, maar ondertussen was terugezakt naar de Overgangsklasse.
Hij verving hier vertrekkend coach Evert Frieswijk om SCO weer terug in de Hoofdklasse te krijgen. Dit lukte niet in zijn eerste seizoen, 2003-2004. In zijn tweede seizoen als hoofdcoach, in 2004-2005 ging het mis. Na tegenvallende resultaten werd Vlietstra in december 2004 ontslagen en vervangen door Sake Koelma. Onder Koelma maakte SCO alsnog promotie op het veld naar de Hoofdklasse.

### Nic.
In 2009 werd Vlietstra de nieuwe hoofdcoach van Nic. en hij volgde zijn broer Kees Vlietstra op. Op dat moment speelde Nic. In de nieuw opgerichte Korfbal League in de zaal en in seizoen 2009-2010 werd de ploeg 7e.
In seizoen 2010-2011 deed de ploeg het niet veel beter dan het jaar ervoor. In de zaal eindigde de ploeg als 7e en op het veld 3e.
Na 2 seizoenen als hoofdcoach stopte Vlietstra en werd Albert Nijdam aangesteld als nieuwe coach van de ploeg.

### Return bij Nic.
Nic. deed het in seizoen 2011-2012 onder coach Nijdam niet best. De ploeg dreigde in de zaal af te zakken naar een degradatieplaats en de club greep in. In januari 2012 werd Nijdam ontslagen en werden de broers Vlietstra gevraagd om het seizoen te redden. Samen met zijn broer Kees deed het Nic. het beter en werd het in de Korfbal League uiteindelijk 7e en was de ploeg verzekerd van handhaving. Ook op het veld speelde de ploeg zich veilig. Deze inspanning leverde de broers Vlietstra de prijs Beste Korfbalcoach van het Jaar op. 
Na deze reddingsactie bleven de broers niet aan als hoofdcoach. Voor het nieuwe seizoen werd Harold Jellema aangesteld als nieuwe oefenmeester.

## Erelijst als Coach
- Beste Coach van het Jaar, 1x (2012)